# Pelkosenniemi
Pelkosenniemi (Inari-Samisch: Pelkosnjargâ) is een gemeente in het Finse landschap Lapland. De gemeente heeft een totale oppervlakte van 1.836,4 km² en telt 947 inwoners (2022).

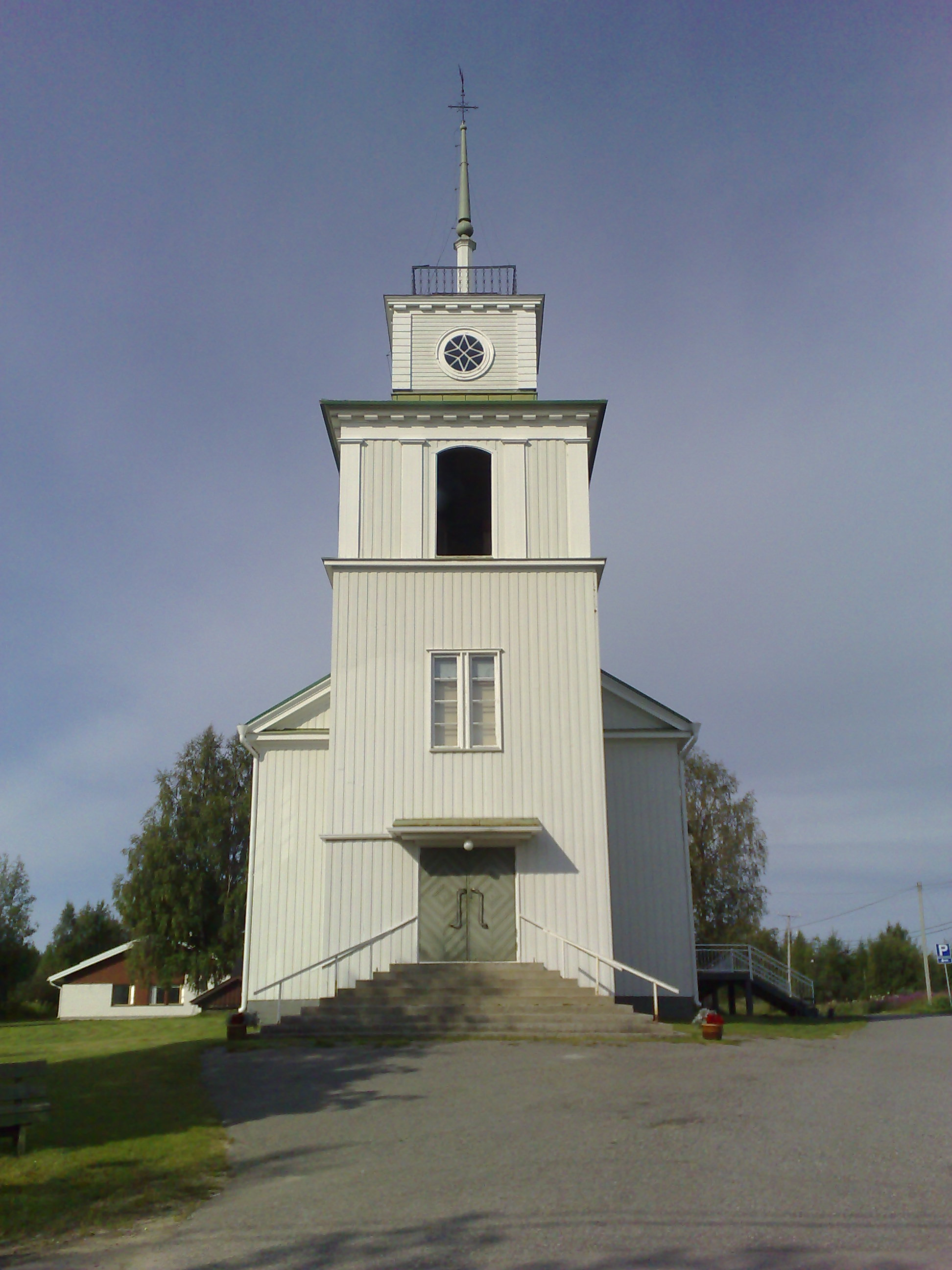
Kerk van Pelkosenniemi
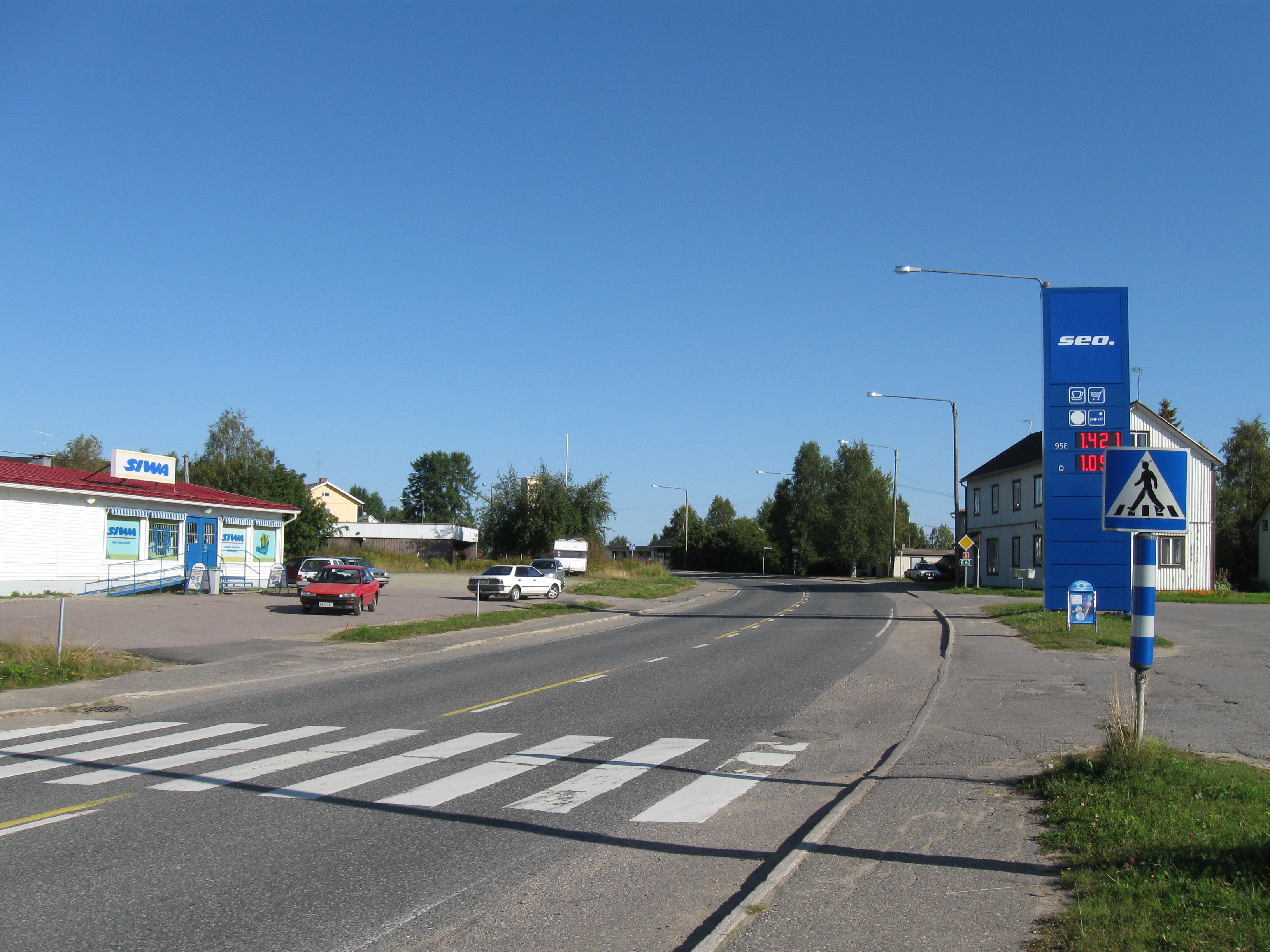
Centrum van Pelkosenniemi
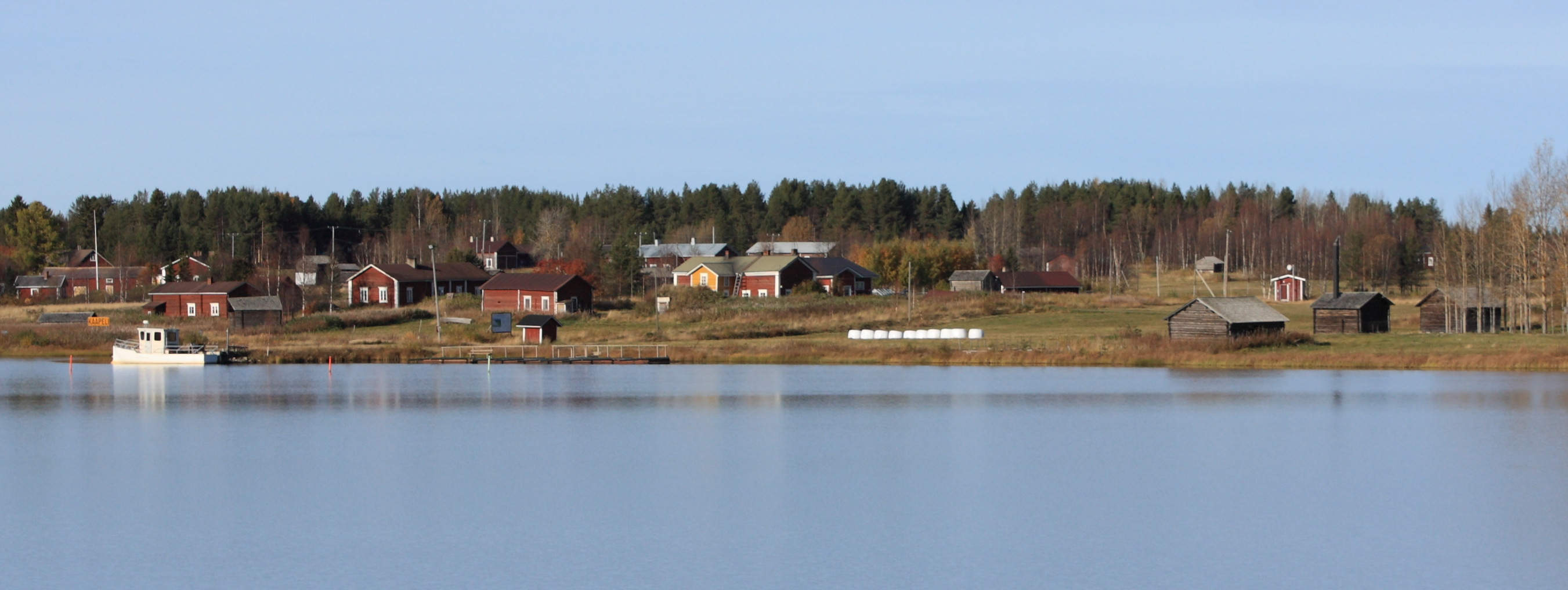
Pelkosenniemi